# Братик ведмедик 2
«Братик ведмедик 2» (англ. Brother Bear 2) — американський анімаційний музичний фентезійний комедійно-драматичний фільм, що вийшов 29 серпня 2006 року одразу на цифрових носіях та є продовження анімаційного фільму «Братик ведмедик» 2003 року. Три пісні для фільму написала Мелісса Етерідж. У фільмі тривають пригоди братів-ведмедів Кеная і Коди. У той час як у першому фільмі розповідалося про стосунки Кенаї з Кодою, сиквел більше зосереджується на його зв'язку з молодою дівчиною з його минулого — Нітою.
У сиквелі повертаються лише п'ять оригінальних персонажів: Кенай, Кода, Ратт, Тьюк і Таг. Своїх оригінальних персонажів у продовженні озвучили лише чотири актори: Джеремі Суарес, Рік Мораніс, Дейв Томас і Майкл Кларк Дункан. Джейсон Рейз, який озвучував Денахі, помер 3 лютого 2004 року, і Денахі не було включено до нового фільму. У першому трейлері чути, що Кеная озвучує Джейсон Марсден (у першому фільмі це був Хоакін Фенікс), але в підсумку персонажа озвучував Патрік Демпсі, хоча Рейз указаний в титрах як один із додаткових голосів.
Під час зйомок з проєкту усунули продюсера Джима Баллантайна та замінили на Керолін Бейтс.

## Сюжет
Через кілька місяців після подій першого фільму Кенай, тепер ведмідь, щасливо живе зі своїм прийомним братом Кодою, але його починають мучити видіння подруги дитинства Ніти, якій він дав амулет багато років тому. Ніта, яка готується до шлюбу, отримує знак від Духів, що її зв'язок з Кенаєм не дозволяє їй вийти заміж, тому вона вирушає на пошуки Кеная, щоб знищити амулет і розірвати зв'язок. Кенай, неохоче погодившись, приєднується до Ніти та Коді в подорожі до водоспаду Хокані, де вони знову відновлюють свою дружбу. Після спалення амулета Ніта не може більше спілкуватися з Кенаєм чи Кодою, що змушує Кеная усвідомити свої почуття до неї. Зрозумівши це, Кода просить свою матір у світі духів перетворити Кеная назад на людину, але врешті-решт Ніта сама вирішує стати ведмедицею, щоб бути з Кенаєм. Фільм закінчується весіллям Кенаї та Ніти, що об'єднує два світи і приносить радість усім присутнім.